# Преображенський договір
Преображенський договір — союзний договір, укладений 11 (21) листопада 1699 року між Саксонією і Московією проти Швеції в селі Преображенському під Москвою. На його основі Московське царство вступило у Північну війну.
Договір підписали цар Петро I і виступав від імені курфюрста Саксонії Августа II Сильного генерал-майор Карлович; Пізніше у Дрездені його підписав і Август II.
Укладання договору відбувалося у обстановці таємних переговорів у Преображенському. Метою було створення так званого «Північного союзу», спрямованого проти шведського короля Карла XII, в який були об'єднані Росія, Данія та Саксонія.

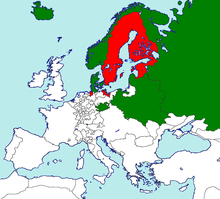
Зелений — підписанти договору; Червоний — Швеція

Одним з головних ідеологів цих ідей, що вилилися в Північну війну, був ліфляндський дворянин Йоган Рейнгольд Паткуль. Декількома місяцями раніше він намагався створити союз між Августом Сильним, Данією та Бранденбургом .
Курфюрст бранденбурзький та герцог Пруссії Фрідріх III не виявив до нього інтересу. Однак в особі Росії Паткуль знайшов партнера, зацікавленого в ослабленні шведських позицій у Балтійському регіоні .
У травні 1699 року Паткуль вирушив до Копенгагена і заручився підтримкою данського короля Крістіана V. Августу II Паткуль обіцяв при вступі до Ліфляндії підтримку з боку лівонських баронів, незадоволених редукцією, після чого той вислав переговорників до Росії. Восени того ж 1699 він разом з генерал-майором Карловичем був посланий до Москви до Петра I і 11 грудня того ж року уклав (в іншому джерелі сприяв  ) в Преображенському від імені Августа союз Росії з Польщею.
Через два місяці після підписання договору саксонці вторгненням у прибалтійські землі Швеції розпочали Північну війну.